# Cold Snap
Cold Snap je hrvatski metalcore i groove metal sastav iz Varaždina.

## Povijest sastava
Osnovan je 2003. te prvi EP Mea Culpa objavljuju 2005., a iduće godine nastupaju na Metalcampu. Prvi studijski album Empty Promises objavljuju 2008., te dobivaju nagradu Zlatna Koogla za najboljeg novog izvođača godine. Ubrzo i drugi put nastupaju na Metalcampu, te sviraju sa sastavima Disturbed, Limp Bizkit, Soulfly i drugima. Za potrebe snimanja idućeg studijskog albuma Perfection surađivali su s poznatim producentom Tue Madsenom, koji je između ostalih, radio sa sastavima Dark Tranquillity, Hatesphere, Sick of It All, The Haunted, Meshuggah, Suicide Silence i drugima. Album je objavljen u listopadu 2010. te su objavljena 4 video spota za pjesme, "Bongo Bong" (obrada pjesme od Manu Chao), "Snap", "Genocide" i "Epizoda Osjećaja" (s isječcima iz filma "Fleke"). Cold Snap je u svrhu promocije albuma "Perfection" odradio 2 europske turneje - jednu samostalno i jednu sa sastavom Pro-Pain. 2013. godine sastav izdaje svoj 3. studijski album World War 3. Producent albuma je Tue Madsen, a sniman je ponovo u zagrebačkom Morris studiju kao i "Pefection". Album prate 4 video spota - "Silent Killer", "Monster", "Rise Again" i "Straight to Hell". Nakon izdavanja albuma bend je odradio dvije turneje, jednu s mađarskim Ektomorfom i drugu samostalno. 
U listopadu 2014. gitarist Vlado Soldatek napušta sastav. 
Krajem ljeta 2016. otkazuju američku turneju zbog odlaska gitarista i jednog od osnivača sastava, Lea Friščića.
Na mjesto gitarista dolaze Dorian Pavlović iz Monoxa i Zdravko Lovrić iz Stima. Kao drugi vokal i live sampler dolazi Dario Berg iz Logic System Disordera. 
U studenom 2017. osvajaju potpisivanje ugovora na online natječaju izdavačke kuće Arising Empire/Nuclear Blast.
Početkom 2017. napušta ih bubnjar i jedan od osnivača benda Denis Roškarić, na njegovo mjesto dolazi Dario Sambol iz varaždinskog Uninviteda.
U siječnju 2018. bend je otišao u Dansku u Antfarm studio da snimi 4. studijski album radnog naziva "All Our Sins". Ovaj album nosi sa sobom zvuk koji je bliži death metalu nego nu metalu dok bend i dalje spada pod groove metal podžanr. U ulozi producenta se ponovo pojavljuje Tue Madsen. Album je izašao u lipnju 2018. pod etiketom Arising Empire/Nuclear Blast.
Nakon nekoliko uspješnih europskih turnjea s ukrajinskim Jinjer i američkim Monstrosity, Dario Sambol napušta bend i zamjenjuje ga Robert Ban Bebek iz zagrebačkog hardcore benda Katran.
U srpnju 2020. su počeli najavljivati novi materijal, a 4. kolovoza su izdali dvostruki spot za pjesme Black Diamond i Serenity.  Spot je snimljen u obliku kratkog igranog filma, a glavne uloge igraju vokal benda Jan Kerekeš i hrvatska glumica Iskra Jirsak. Novim materijalom su se odmaknuli od groove metal korijena prema modernijem metalcore zvuku.
U srpnju 2022. Dorian Pavlović i Robert Ban Bebek napuštaju sastav dok se u sastav vraćaju Nino i Leo Frišičić kao gitaristi i Dario Sambol kao bubnjar.

## Članovi sastava
- Jan Kerekeš - vokal (2003. - danas)
- Zoran Ernoić - bas-gitara (2003. - danas)
- Nino Friščić - gitara (2003. - 2011., 2022. - danas)
- Leo Friščić - gitara (2003. - 2016., 2022. - danas)
- Dario Sambol - bubnjevi (2017. - 2019., 2022. - danas)

## Bivši članovi
- Danijel Ribić - vokal (2003. - 2008.)
- Nikola - bas-gitara (2003.)
- Denis Roškarić - bubnjevi (2003. - 2017.)
- Vlado Soldatek - gitara (2011. - 2014.)
- Dorian Pavlović - gitara (2016. - 2022.)
- Zdravko Lovrić - gitara (2016. - 2023.)
- Dario Berg - vokal (2016. - 2018.)
- Robert Ban Bebek - bubnjevi (2019. - 2022.)

## Diskografija

### EP
- Mea Culpa (EP, 2005.)

### Studijski albumi
- Empty Promises (2008.)
- Perfection (2010.)
- World War 3 (2013.)
- All Our Sins (2018.)

### Singlovi
- Black Diamond/Serenity (2020.)

## Vanjske poveznice
- Službena stranica